# Organspendeausweis
Der Organspendeausweis (Deutschland) beziehungsweise die Spendekarte oder Organspende-Karte (Schweiz) enthalten eine schriftliche Willenserklärung für den Todesfall. Darin erklärt die ausstellende Person, ob sie mit einer Überlassung sämtlicher oder einiger Organe und Gewebe zu Spendezwecken einverstanden ist oder eine Entnahme ablehnt. Eine weitere Möglichkeit ist die Bestimmung eines Dritten zum Bevollmächtigten, im Falle des Hirntodes diese Entscheidung zu treffen.
Vorausgesetzt, der Ausweis ist im Bedarfsfall auffindbar und unmissverständlich ausgefüllt, kann sich der potenzielle Organspender sicher sein, dass gemäß seinen Wünschen und Einschränkungen verfahren wird. Ein entsprechender Hinweis in einer Patientenverfügung oder eine formlose Erklärung ist ebenfalls ausreichend. Für eine Spende des gesamten Körpers zu medizinischen Zwecken ist jedoch eine gesonderte Vereinbarung nötig, die nicht von Dritten getroffen werden kann.

## Deutschland

### Rechtsfragen
Der von der Bundeszentrale für gesundheitliche Aufklärung (BZgA) herausgegebene Organspendeausweis ist kein amtliches Formular. Es ist ebenso möglich, den Wunsch zur Spende aller oder einzelner Organe formlos auf einem Blatt Papier festzuhalten. Auch Minderjährige können einen Organspendeausweis anlegen. Nach dem deutschen Transplantationsgesetz können Jugendliche ab dem 16. Geburtstag ihre Bereitschaft zur Organspende wirksam erklären. Ab dem 14. Lebensjahr kann der Organspende wirksam widersprochen werden. Bei jüngeren Spendern obliegt die Entscheidung den Erziehungsberechtigten.
Mit dem 1. November 2012 trat die Novellierung des Transplantationsgesetzes in Kraft. Mit dieser Überarbeitung sollte sichergestellt werden, dass jeder Bundesbürger mindestens alle zwei Jahre über die Möglichkeiten der Organspende informiert wird. Eine Entscheidungspflicht ging damit nicht einher.

### Aufbau des Organspendeausweises
Der in Deutschland meistgenutzte Organspendeausweis wird von der BZgA herausgegeben und hat das Scheckkartenformat. Auf der Vorderseite sind Name und Anschrift des Ausweisinhabers einzutragen. Auf der Rückseite gibt der Ausweisinhaber seine persönliche Erklärung zur Organspende ab, indem er aus den dort genannten Optionen die für ihn gültige wählt. Die Angaben können bei Bedarf im Absatz Anmerkungen / Besondere Hinweise ergänzt werden und gelten durch die Unterschrift des Ausweisinhabers und das gesetzte Datum der Ausstellung als bestätigt. Wird einer Gewebespende zugestimmt, so hat die Organspende (sollte dieser ebenfalls zugestimmt werden) Vorrang gegenüber der Gewebespende. Der Organspendeausweis ist als PDF-Dokument zum selbst Ausdrucken, aus Papier oder als Plastikkarte erhältlich.
Eine weitere Möglichkeit, seinen Willen zu dokumentieren, ist „der andere Organspendeausweis“. Im Gegensatz zum Ausweis der BZgA gibt es hier mehr Entscheidungsmöglichkeiten, den eigenen Wunsch genauer festzulegen. Dieser Ausweis wird vom Verein Evangelische Frauen in Deutschland (EFiD) angeboten.
Seit dem 18. März 2024 ist die erste Stufe des vom Bundesinstitut für Arzneimittel und Medizinprodukte (BfArM) geführten Registers für Erklärungen zur Organ- und Gewebespende in Betrieb. Dort eintragen können sich neben deutschen Staatsbürgern auch Staatsbürger anderer EU-Staaten. Für die Registrierung wird ein Mindestalter von 16 Jahren vorausgesetzt. Ab Juli 2024 werden alle Entnahmekrankenhäuser an das Register angeschlossen und können die hinterlegten Erklärungen abrufen. Ab dem 1. Januar 2025 sollen auch Gewebeeinrichtungen an das Register angebunden werden.

### Sonstiges
Der Organspendeausweis ist in vielen Apotheken, Arztpraxen und Krankenhäusern sowie bei Krankenkassen kostenlos erhältlich. Weiterhin kann er bei der BZgA online auch in größerer Anzahl kostenlos angefordert werden. Durch das Ausfüllen des Organspendeausweises wird man nicht registriert und kann seine Angaben jederzeit nach Belieben ändern. Es wird empfohlen, den Ausweis stets mit sich zu führen und sich in regelmäßigen Abständen einen neuen Ausweis zu besorgen, damit der darin aufgeführte eigene Wille durch ein aktuelles Datum unterstrichen wird.

### Geschichte und Statistik

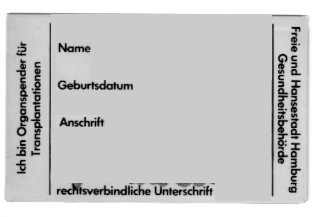
Erster deutscher Organspendeausweis

Der erste Organspendeausweis Deutschlands wurde am 3. November 1971 von der damaligen Gesundheitsbehörde Hamburg (heute: Behörde für Arbeit, Gesundheit, Soziales, Familie und Integration) ausgegeben.
2001 gaben in einer repräsentativen GfK-Umfrage 6,7 Prozent der Bevölkerung an, nach dem Tod Organspender sein zu wollen und einen Ausweis zu besitzen; weitere 23 Prozent wollten ebenfalls nach dem Tod ihre Organe spenden, besaßen aber keinen Ausweis; 19,3 Prozent lehnten Organspenden ab.
2007 verfügten in Deutschland 13 Prozent der 18- bis 29-jährigen über einen Organspendeausweis. Ende 2007 verteilte die Bundesregierung in einer Aktion sechs Millionen Ausweise.
2008 gaben 16 Prozent der Bevölkerung an, nach dem Tod Organspender sein zu wollen und einen Ausweis zu besitzen; weitere 52 Prozent wollten ebenfalls nach dem Tod ihre Organe spenden, besaßen aber keinen Ausweis; 5,3 Prozent lehnten Organspenden ab. Ende 2008 wurden in Deutschlands Apotheken zehn Millionen Ausweise verteilt.
Die Bundeszentrale für gesundheitliche Aufklärung gab 2009 an, jedes Jahr 1,5 Millionen Organspendeausweise und rund 800.000 Broschüren zu verbreiten.
Die Techniker Krankenkasse verteilte 2010 in einer Aktion weitere 2 Millionen Ausweise.
Seit dem 1. November 2012 sind Krankenkassen durch das Inkrafttreten des neuen Transplantationsgesetzes dazu verpflichtet, ihre Versicherten ab 16 Jahren schriftlich zu befragen, ob sie zur Organspende bereit sind. Dazu wird ihnen auch ein Organspendeausweis zugeschickt. Am 30. Mai 2013 startete das Bundesgesundheitsministerium und die Bundeszentrale für gesundheitliche Aufklärung eine neue Kampagne mit dem Namen „Das trägt man heute: den Organspendeausweis“. Mit ihr sollen sich wieder mehr Deutsche für einen Organspendeausweis entscheiden.

## Schweiz

### Rechtsfragen
In der Schweiz gilt die Erweiterte Zustimmungslösung.

### Spendekarte der Schweiz
Die Spendekarte der Schweiz ist kein amtliches Formular.
Bei Angabe von Name, Vorname, Geburtsdatum und Unterschrift können folgende Optionen gewählt werden:
- Ich gestatte im Falle meines Todes die Entnahme jeglicher Organe, Gewebe und Zellen.
- Ich gestatte im Falle meines Todes die Entnahme von (Ankreuzen): Herz, Lungen, Leber, Nieren, Dünndarm, Bauchspeicheldrüse (Pankreas), Augenhornhaut (Cornea), Haut, weiteren Geweben und Zellen.
- Ich gestatte im Falle meines Todes keine Entnahme von Organen, Geweben oder Zellen aus meinem Körper.

Zudem kann Name, Adresse und Telefonnummer einer Vertrauensperson angegeben werden, welche im Fall des Todes über eine Entnahme von Organen, Geweben oder Zellen entscheiden soll.
Die Spendekarte wird ohne Ausnahme zusammen mit einer umfassenden Informationsbroschüre abgegeben.